# Together Alone (album av Anouk)
Together Alone är ett musikalbum från 1997 av den nederländska sångerskan Anouk, Innehåller bland annat hit-låten Nobody's Wife.

## Låtlista
1. Nobody's Wife
2. Together Alone
3. It's So Hard
4. The Other Side of Me
5. Pictures on Your Skin
6. Sacrifice
7. Fluid Conduction
8. My Life
9. It's a Shame
10. Time Is a Jailer
11. Mood Indigo